# Dwór w Grzędzie
Dwór w Grzędzie – zabytkowy dwór wybudowany w XVII w. w Grzędzie. Pierwotnie obiekt mógł być małą fortecą.

## Historia
Niewielki murowany, jednokondygnacyjny dwór z parterem, kaplicą oraz lochami i piwnicami z XVII w. Głębokie piwnice i pomieszczenie na parterze z pięknym sklepieniem pochodzą z co najmniej XVII w. Drugie piętro, nie posiadające specjalnych elementów architektonicznych, zostało zbudowane w XIX w. Od frontu dwór posiada ciężki i głęboki portyk z czterema masywnymi kolumnami, na których oparty jest balkon piętra. Portyk utworzył zadaszone wejście do dworu. Dookoła majątku są ślady dość potężnych wałów, a także ostatki parku ze starymi drzewami.

## Wyposażenie
Ostatni właściciel (dzierżawca) majątku Kajetan Czarkowski-Golejewski mieszkał tu przed rozpoczęciem II wojny światowej niecałe dwa lata, ale udało mu się zgromadzić w swojej posiadłości wiele cennych dzieł sztuki. W jednej sali, ściany były obwieszone trofeami myśliwskimi, znajdowało się tu pudełko z karpackiego cedru – prezent od Andrzeja Szeptyckiego, metropolity ukraińskiego kościoła greckiego. Centralne miejsce w jadalni zajmował ogromny dębowy stół z intarsjami, z gdańskimi nogami z XVII w. Został kupiony w 1939 roku w Prusach Wschodnich. Wokoło stały krzesła dębowe wykonane na wzór antyczny. Również w jadalni były dwa gdańskie kredensy z XVIII w. W innym pokoju na parterze, w którym zachował się oryginalny kamienny kominek, były białe meble w stylu Ludwika XV, a także importowane z Prus. W specjalnej niszy na schodach stała drewniana rzeźba św. Jana z XVII w. Górna sala służyła jako salon. W sali balowej, która nie została odpowiednio wyposażona w 1939 r. stał tylko fortepian Steinway, przy którym został namalowany kompozytor Ignacy Paderewski. Ćwiczył na nim podczas koncertów, które dał w 1914 roku. W dwóch sąsiednich salonach były również stylowe meble, empirowy sekretarzyk, kredens w kształcie liry, w tym samym kształcie stolik, empirowa kołyska, w której wzrosło pięć pokoleń przodków ówczesnych właścicieli, dwie szafy, duże wiedeńskie biuro w stylu Marii Teresy, dwie bardzo cenne skrzynie, które zostały zakupione ze zbiorów Dzieduszyckich, łóżko w stylu empirowym. Był srebrny talerz, w którego wnętrzu grawerowano daty śmierci poprzedników, w tym właściciela Klemensa Rudnickiego. Wśród zbiorów obrazów były dwa Juliusza Kossaka i dwa stare pejzaże szkoły holenderskiej zakupione u Dzieduszyckich, wielkie portrety rodzinne, marmurowe popiersie Marii Felicji Czarkowskiej-Golejewskiej (1909-1994), córki Cyryla Czarkowskiego-Golejewskiego (1885-1940) brata przyrodniego Kajetana, zegar w stylu imperialnym, kandelabry, kolekcja 20 zegarków z XVIII i XIX w. (m.in. ręczny i słoneczny), posągi Buddy z Syjamu (jeden ponadmetrowy), głowa Buddy z brązu, którą hr. Kajetan znalazł w ruinach świątyń syjamskiej, portret chińskiego mandaryna na jedwabiu, dwa komplety toaletowe, zbiór miniatur. Najbardziej cenna w bibliotece była pierwsza edycja Adama Mickiewicza z jego osobistą dedykacją w wydaniu Pana Tadeusza, album fotografii i dagerotypów o sławnych Polakach epoki Napoleona III. Za czasów władzy radzieckiej pałac przerobiono na wielomieszkaniowy dom. Obecnie jest zaniedbany i powoli popada w ruinę.

## Galeria

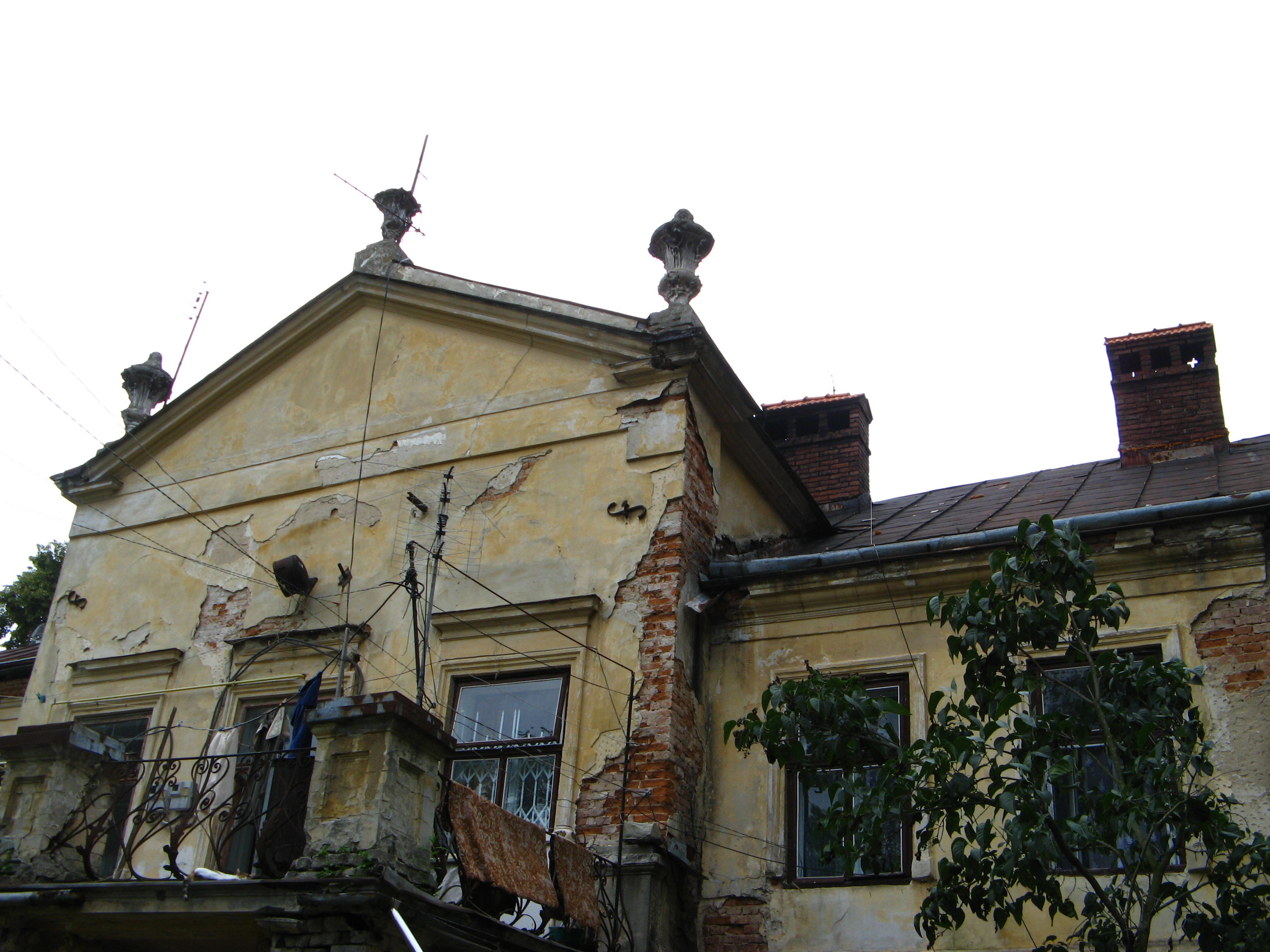
Tympanon wieńczący ryzalit z wazonami
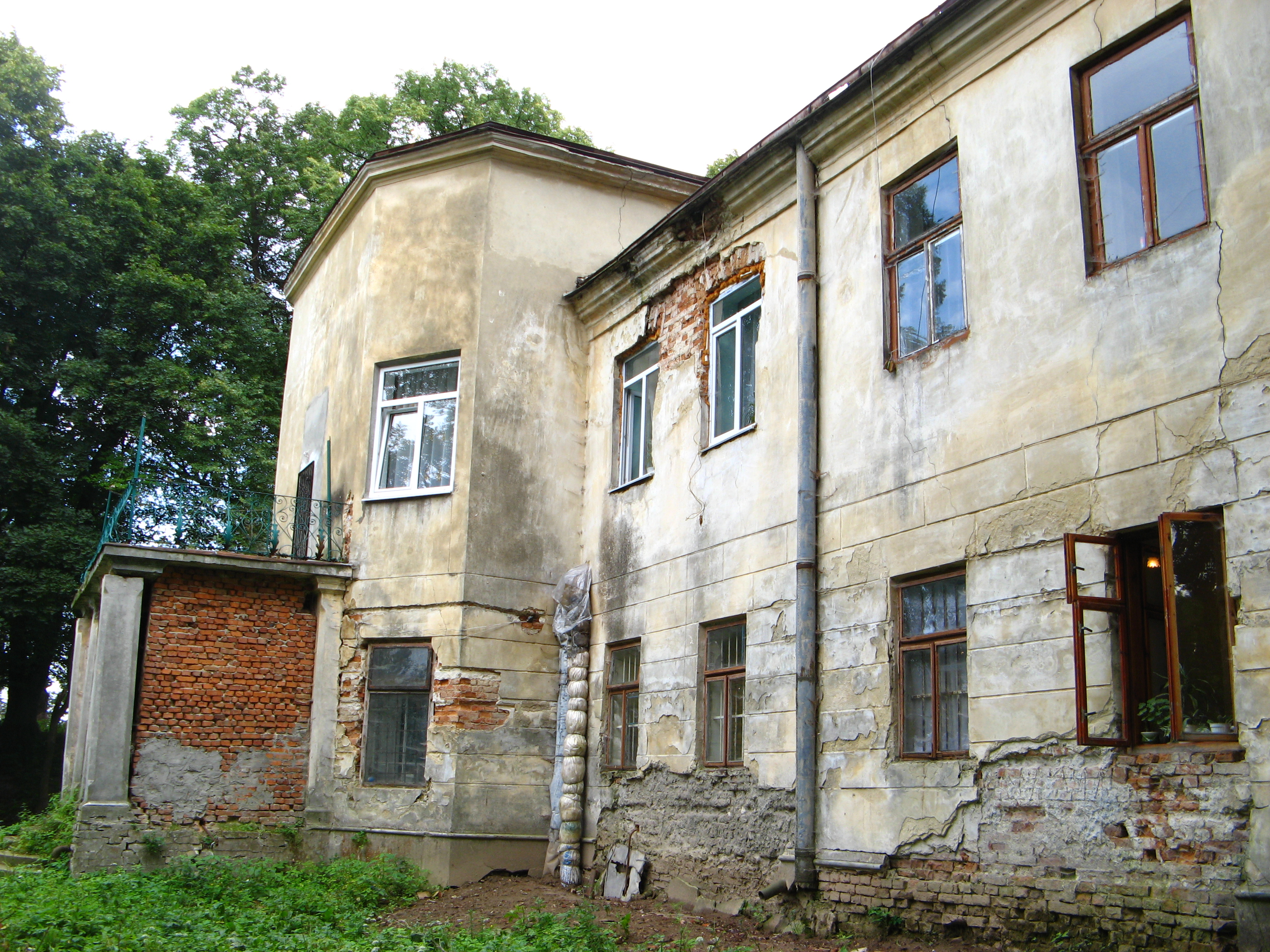
Ściana północna
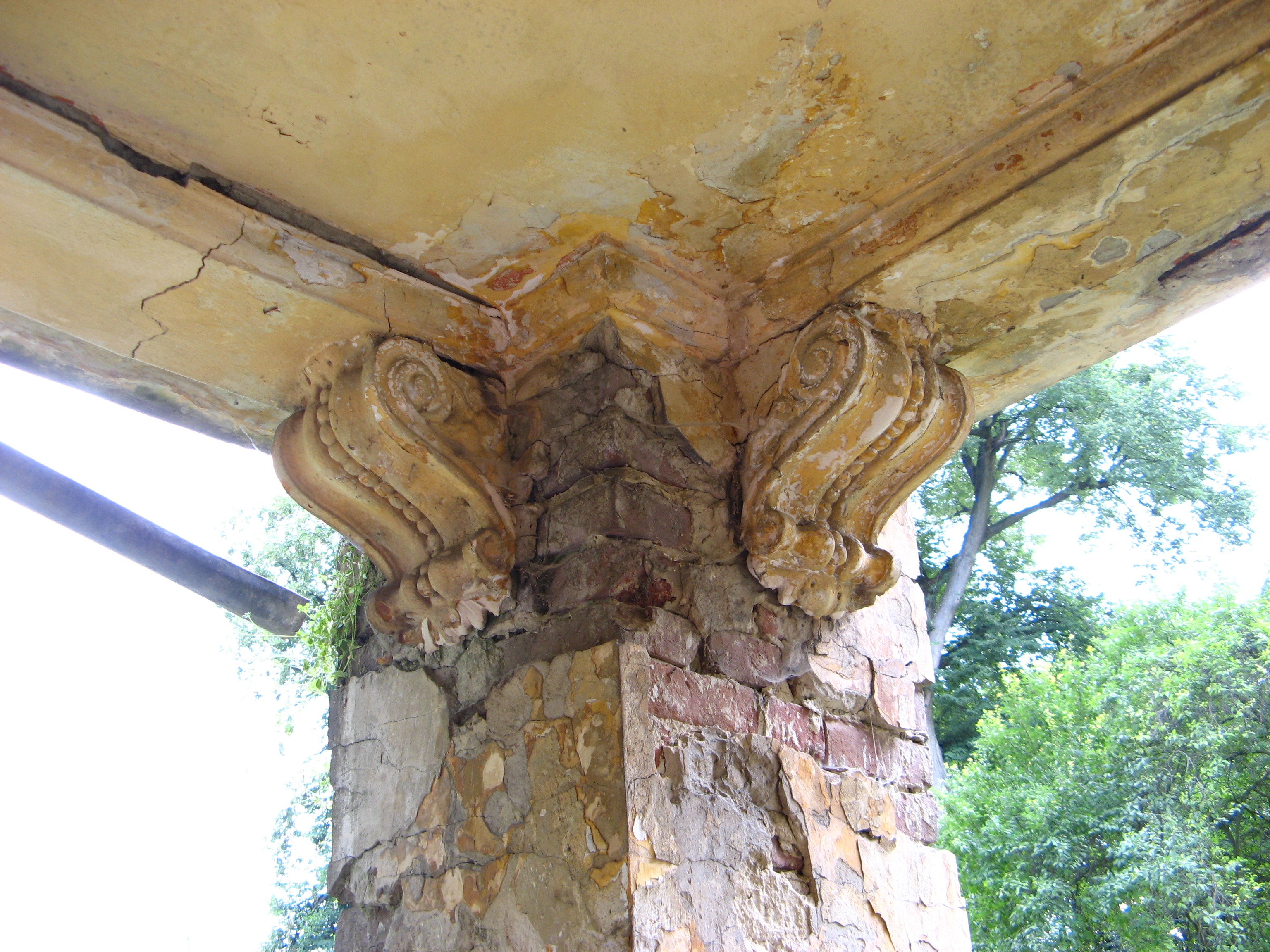
Zwieńczenie kolumny
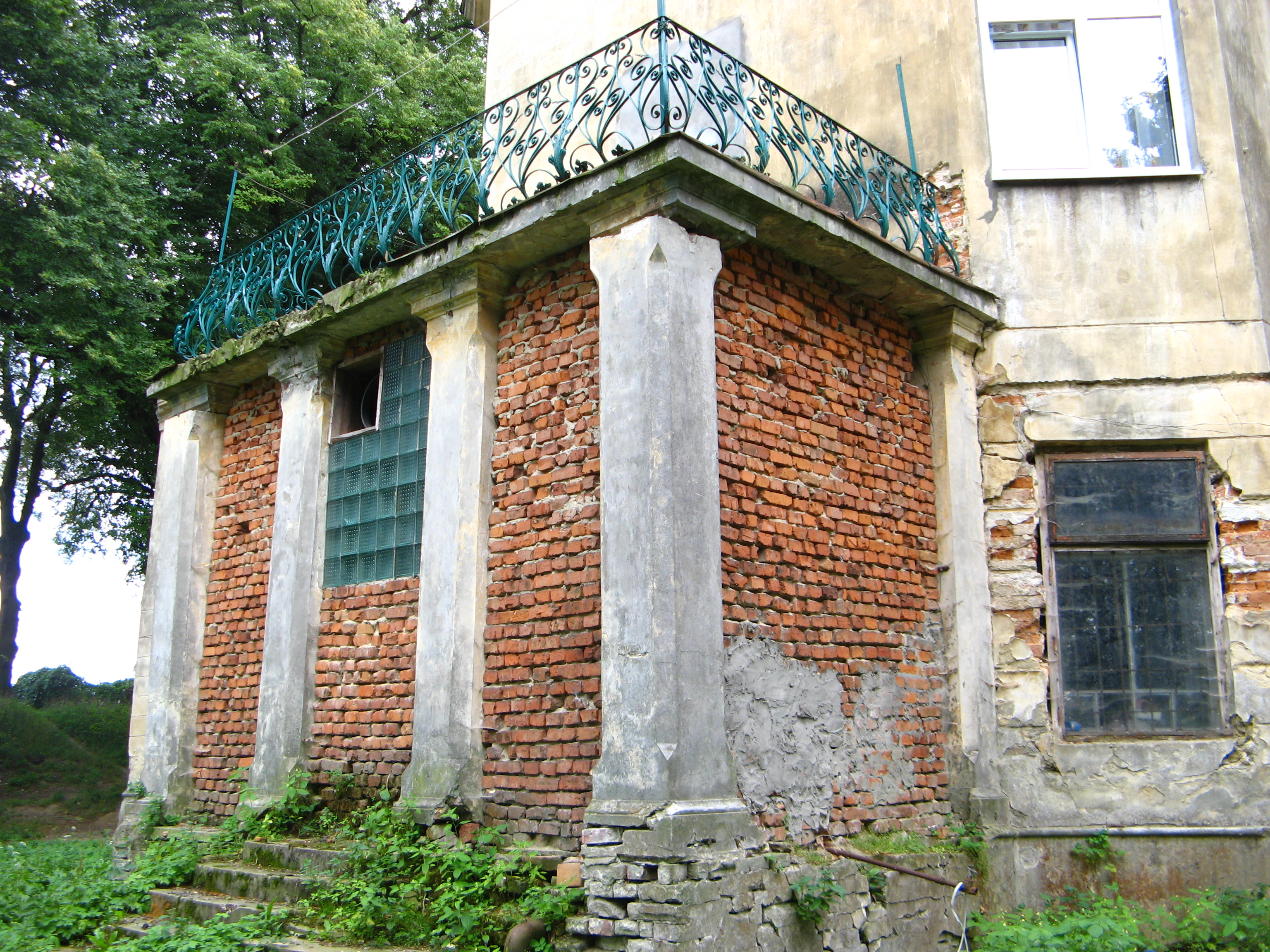
Wejście północne od parku
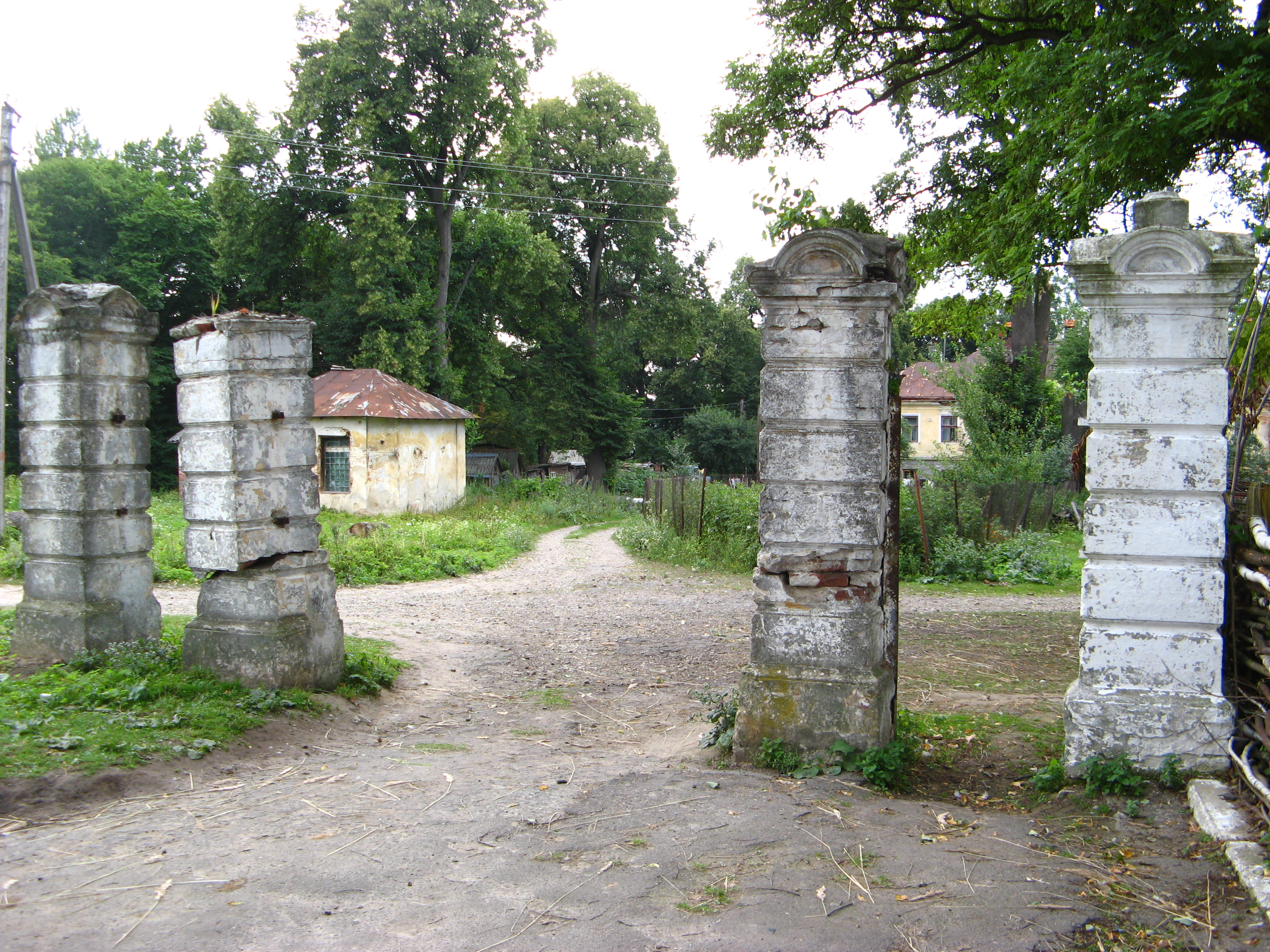
Brama wjazdowa
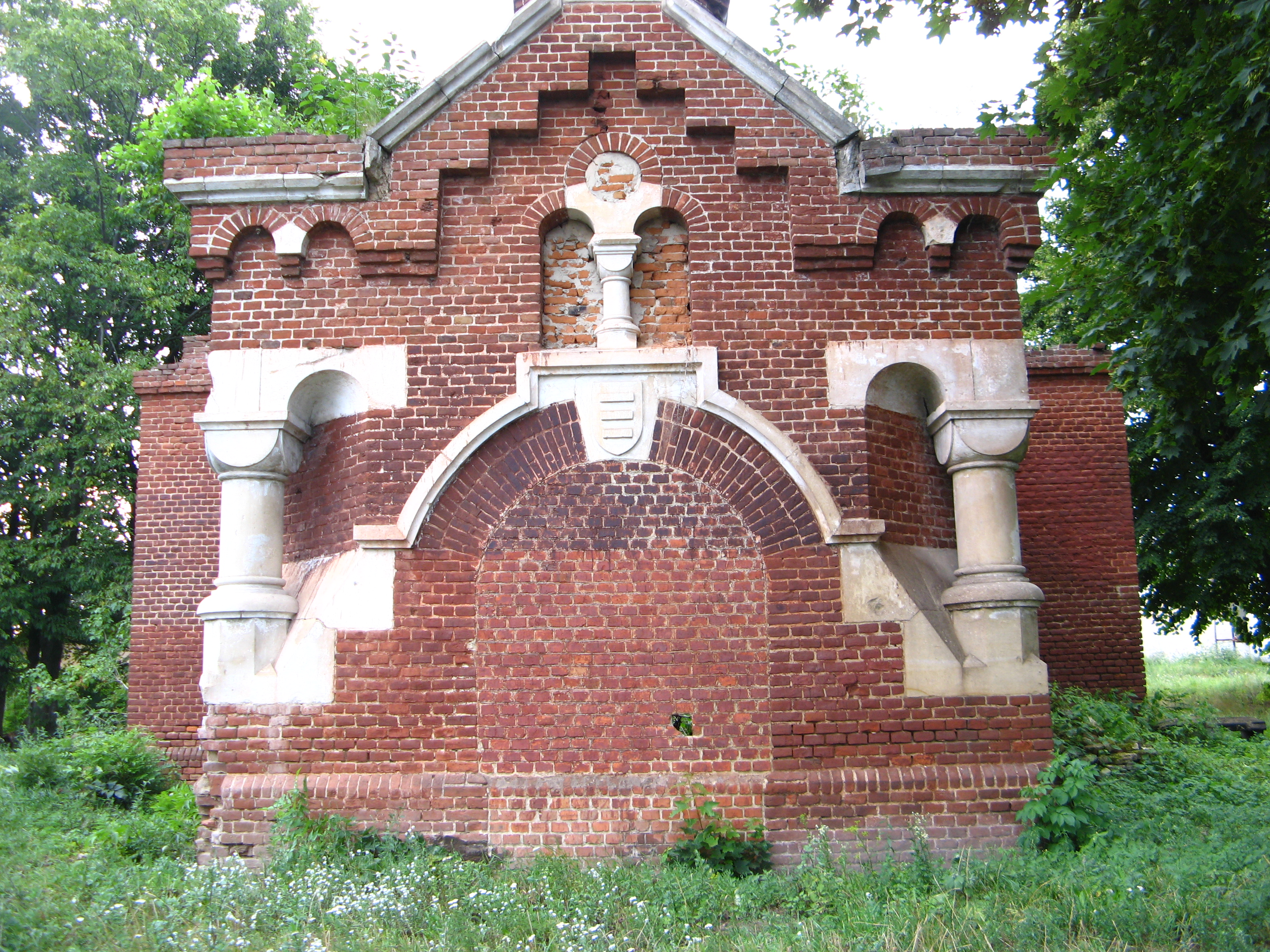
Kapliczka
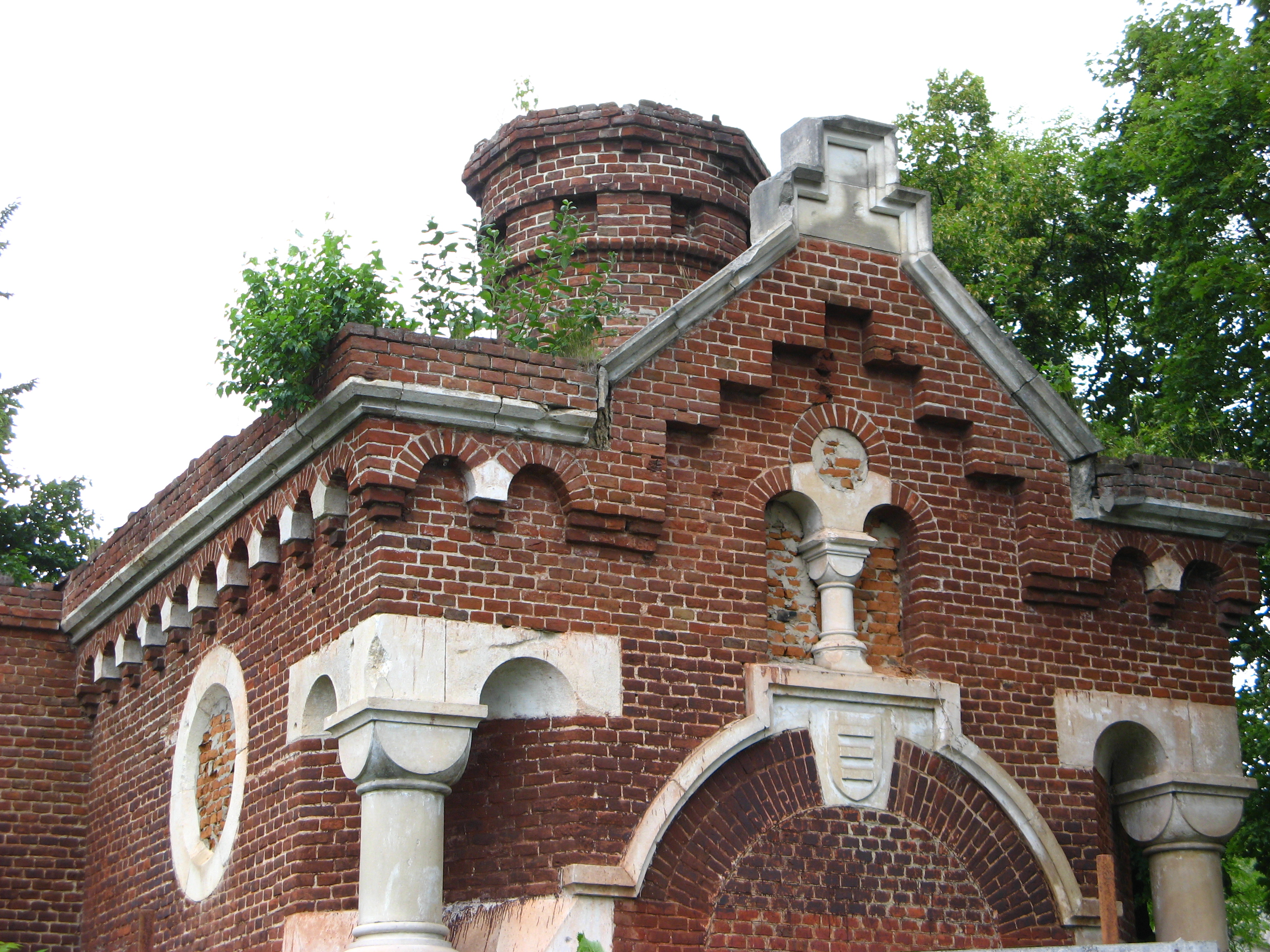
Kapliczka